# Пєтухов Василь Опанасович
Василь Опанасович Пєтухов (9 лютого 1914, Басово — 1981) — український радянський живописець; член Спілки радянських художників України. Батько художника Олександра Пєтухова.

## Біографія
Народився 9 лютого 1914 року на хуторі Басові (нині Ростовська область, Росія). Брав участь у німецько-радянській війні. 1947 року закінчив Київський художній інститут, де навчався у Михайла Шаронова, Михайла Дерегуса, Олександра Сиротенка, Петра Котова, Сергія Григор'єва, Карпа Трохименка.
Мешкав у Києві в будинку на вулиці Малокитаївській, № 29, квартира № 7. Помер у 1981 році.

## Творчість
Працював у галузі станкового живопису, майстер сюжетно-тематичних картин, портретів і пейзажів. Серед робіт:
- «На заклик Богдана Хмельницького» (1947);
- «Похорон Тараса Шевченка на Смоленському кладовищі у Петербурзі» (1950—1951);
- «Ідуть брати зі Сходу» (1960);
- «Весняні квіти» (1963);
- «Ранок на Шпрее» (1965);
- «Перемогли. Травень 1945» (1965);
- «Однополчани» (1975);
- «Космонавти Терешкова, Гагарін з піонерами» (1977).

Брав участь у республіканських виставках з 1947 року.